# Аерофлот
ВАТ «Аерофлот — російські авіалінії» — найбільша російська, а до цього єдина та монопольна радянська державна авіакомпанія. Національний авіаперевізник, офіційний авіаперевізник Зимових Олімпійських ігор 2014 року. Штаб-квартира — у Москві.
Заснована 15 липня 1923 постановою Ради праці й оборони РРФСР «Про організацію Ради з цивільної авіації» і «Про покладання технічного нагляду за повітряними лініями на Головне керування повітряного флоту». Назву «Аерофлот» було закріплено за цивільною авіацією СРСР 25 лютого 1932.
«Аерофлот» — член Міжнародної асоціації повітряного транспорту (ІАТА).
Базовий аеропорт авіакомпанії —  Московський аеропорт Шереметьєво (термінали D, C, F).
Здійснює перельоти в окупований Крим.

## Історія

### Аерофлот — Радянські авіалінії

Офіційним днем народження цивільного повітряного флоту Росії вважається 9 лютого 1923, коли Рада Праці і Оборони прийняв постанову «про організацію Ради з цивільної авіації» та «Про покладання технічного нагляду за повітряними лініями на Головне управління повітряного флоту».
У 1920-ті, після закінчення першої світової війни, авіація в європейських країнах все більше використовувалася в мирних цілях — для перевезення пасажирів, пошти і вантажів. Не відставала від своїх сусідів і Росія. Особлива увага приділялася розвитку зв'язків із зарубіжними країнами. Цивільні польоти за кордон виконувалися в основному на переобладнаних військових літаках.
1 травня 1922 відкрилися польоти першої міжнародної авіалінії Москва-Кенігсберг (у той час територія Німеччини). Пізніше цю авіалінію продовжили до Берліна.
15 липня 1923 відкрилася перша регулярна внутрішня лінія Москва-Нижній Новгород.
У 1930-ті авіабудування країни являло собою вже великий та складний комплекс виробничих підприємств, конструкторських бюро, науково-дослідних інститутів і т. д. А літаки конструкції О. М. Туполєва, С. В. Ілюшина, О. К. Антонова склали епоху в світовому літакобудуванні.
25 лютого 1932 утворено Головне управління Цивільного повітряного флоту (ГУ ЦПФ) і засноване офіційне скорочене найменування цивільної авіації країни — АЕРОФЛОТ.
Льотчики Аерофлоту брали участь у Німецько-радянській війні. Вони виконували особливо важливі польоти до лінії фронту, в тил ворога, за кордон і на території країни. У ці важкі роки не припинялися регулярні польоти на міжнародних повітряних лініях.
Після війни міжнародне повітряне сполучення стало активно відновлюватися і розширюватися. З'явилися нові досконаліші літаки Іл-12 та Іл-14 конструкції С. Ілюшина.
Вихід в 1956 на внутрішні та міжнародні лінії Аерофлоту першого у світі реактивного літака Ту-104 конструкції Туполева розцінювався як видатна подія світового значення.
У 1957 здійснив перший політ турбогвинтовий лайнер Іл-18, створений в ОКБ ім. С. Ілюшина.
У серпні 1959 в Москві відкрився аеропорт Шереметьєво, головним призначенням якого стало обслуговування міжнародних польотів.
В кінці 1950-х пройшов випробування та почав регуляние польоти на лініях Аерофлоту найбільший на ті часи літак Ту-114, що відрізнявся економічнішими турбогвинтовими двигунами. Пізніше його замінив на далеких трасах новий радянський літак Іл-62.
У січні 1971 на базі Транспортного управління міжнародних повітряних ліній організовано Центральне управління міжнародних повітряних сполучень Аерофлоту (ЦУМВС), яке стало єдиним в галузі підприємством, що виконують міжнародні рейси під назвою «Аерофлот — радянські авіалінії».
У 1978 у перший рейс за кордон відправився вантажний літак Іл-76. Ця машина використовувалася до 2004.
У 1980 призначений генеральним перевізником учасників XXII Олімпійських ігор, що проходили в Москві. Для того, щоб прийняти спортсменів і гостей столиці з усього світу, спеціально збудовано новий міжнародний термінал аеропорту Шереметьєво-2, здатний одночасно обслужити 31 літак будь-якого типу. 6 травня відбулося його офіційне відкриття.
У 1991, після розпаду СРСР, в колишніх союзних республіках і регіонах РФ створені власні авіакомпанії. Російська компанія стала правонаступником найменування «Аерофлот» і торговельної марки міжнародного перевізника колишнього СРСР. У червні того ж року було створено Виробничо-комерційне об'єднання «Аерофлот — радянські авіалінії», яке з 28 липня 1992 перетворено у відкрите акціонерне товариство «Аерофлот — російські міжнародні авіалінії». Тоді ж авіакомпанія почала експлуатувати західну техніку. Першими було взято в лізинг літаки А310-300 консорціуму «Ербас Індастрі». Через два роки з'явилися Боїнги 767-300ER, що відповідають найжорсткішим екологічним і шумовим вимогам.
У 1994 в авіакомпанію надійшли нові російські пасажирські літаки третього покоління Іл-96-300 для міжконтинентальних рейсів, які повністю відповідають стандартам ІКАО щодо шумів. В кінці 1995 Аерофлот взяв у лізинг вантажний літак ДС-10-30Ф для експлуатації на маршрутах великої протяжності.

## Керівництво

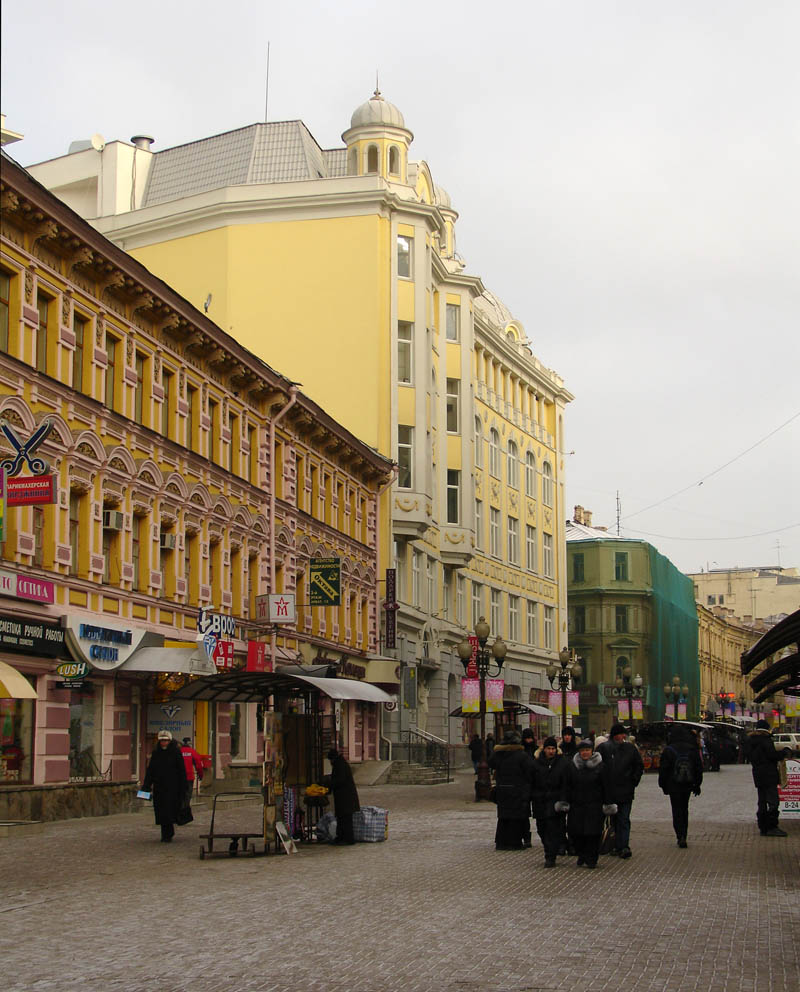
Офіс Аерофлоту

### Власники і керівництво
51,17 % акцій належить державі (в особі Федерального агентства з управління федеральним майном), 40,55 % — у власності юридичних осіб (у тому числі близько 30 % контролює Національна резервна корпорація (НРК)), 8,28 % — належить фізичним особам. В січні 2010 року стало відомо про майбутній викуп самої авіакомпанією (точніше, її дочірньою структурою) частки Національної резервної корпорації в розмірі 25,8 % за суму близько $ 400 млн..
Генеральний директор компанії — Віталій Савельєв. У 1997—2009 (по березень) авіакомпанію очолював Валерій Окулов.

## Авіапарк
Кількість літаків Аерофлоту (не включаючи дочірні компанії) за станом на лютий 2021:
| Тип літака      | Фото | Експлуатуються | Замовлено | Рік введення в експлуатацію | Примітки |
| --------------- | ---- | -------------- | --------- | --------------------------- | -------- |
| Airbus A320-200 |      | 66             | 0         | 2003                        |          |
| Airbus A320neo  |      | 6              | 19        | 2021 (Планується)           |          |
| Боїнг-737-800   |      | 37             | 2         | 2011                        |          |
| Боїнг 777-300ER |      | 13             | 0         | 2012                        |          |
|                 |      |                |           |                             |          |

## Галерея

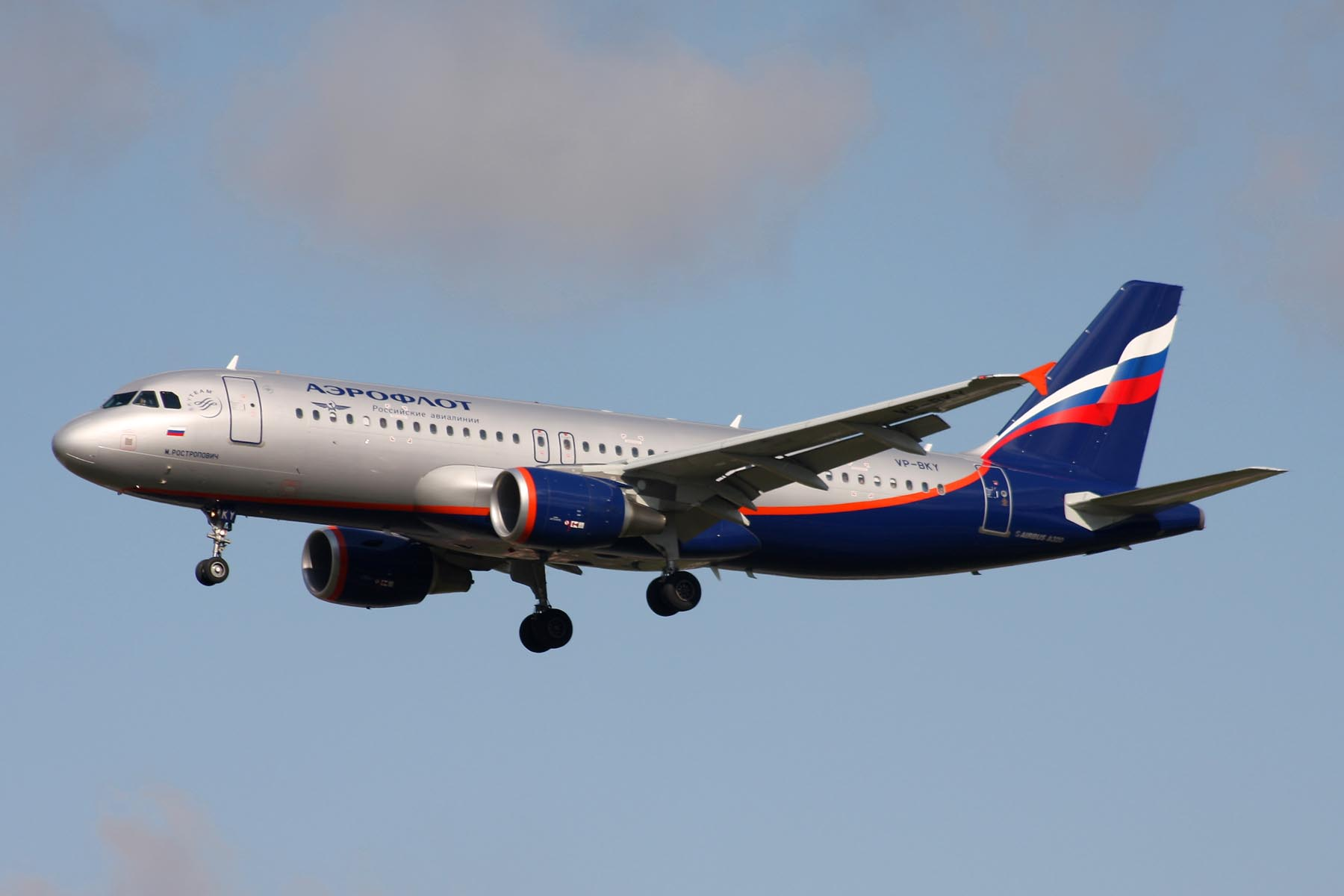
Airbus A320-200
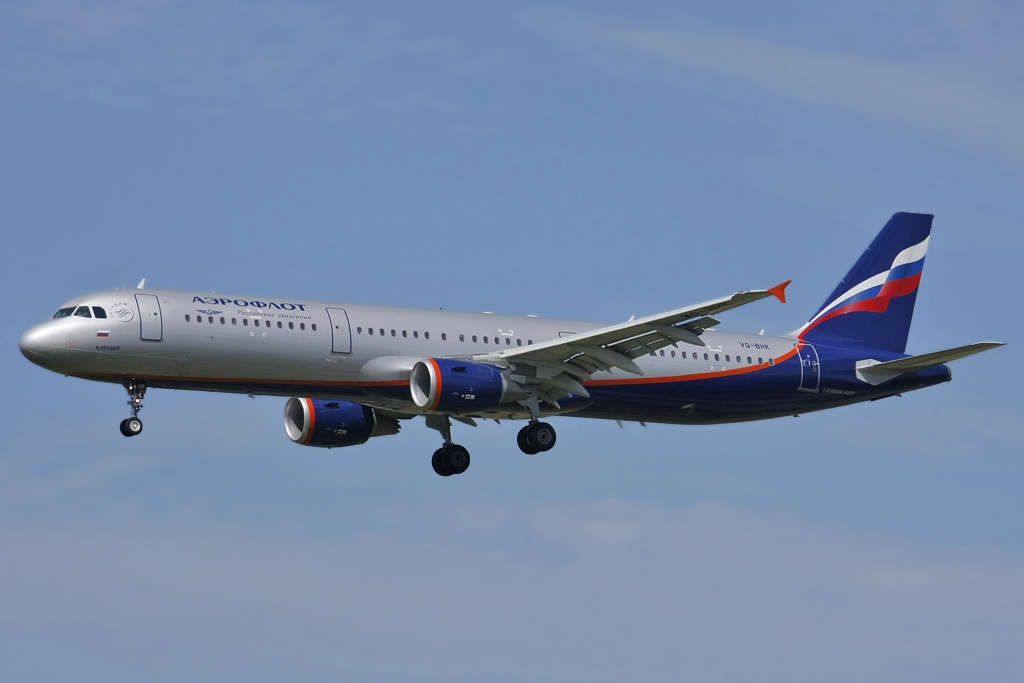
Airbus A321-200
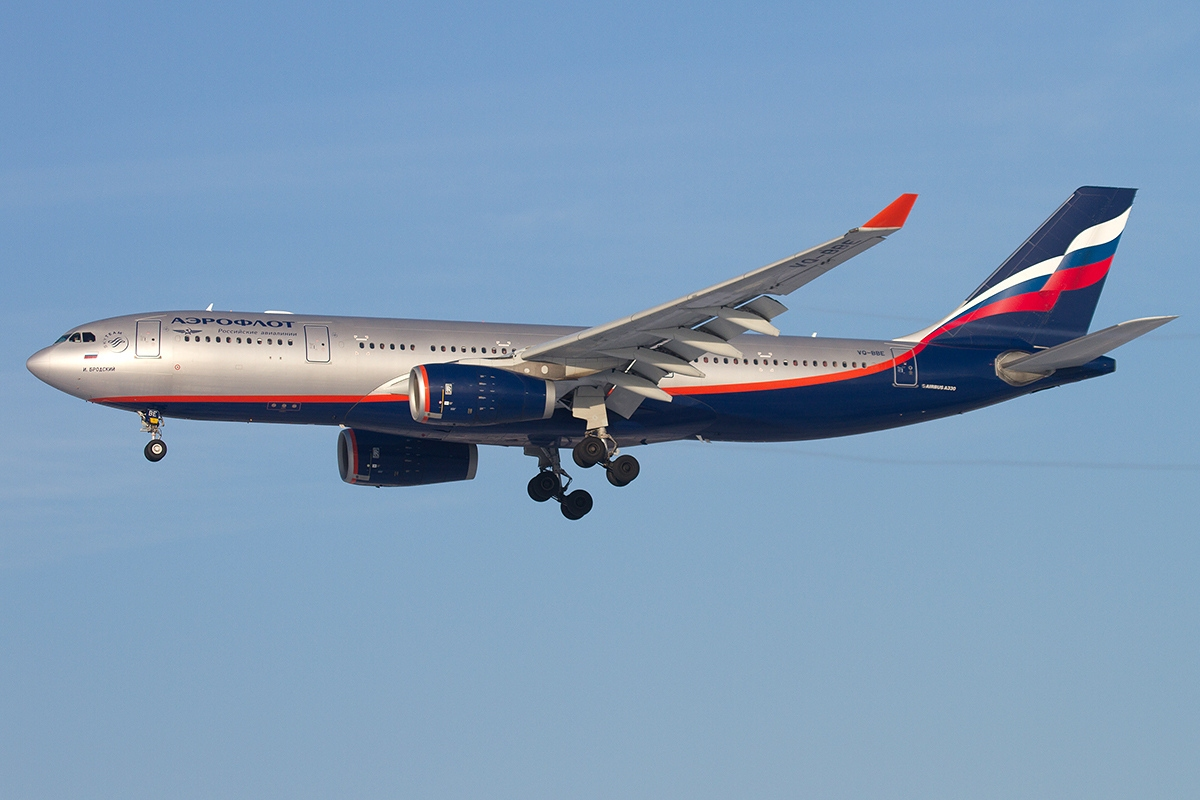
Airbus A330-200
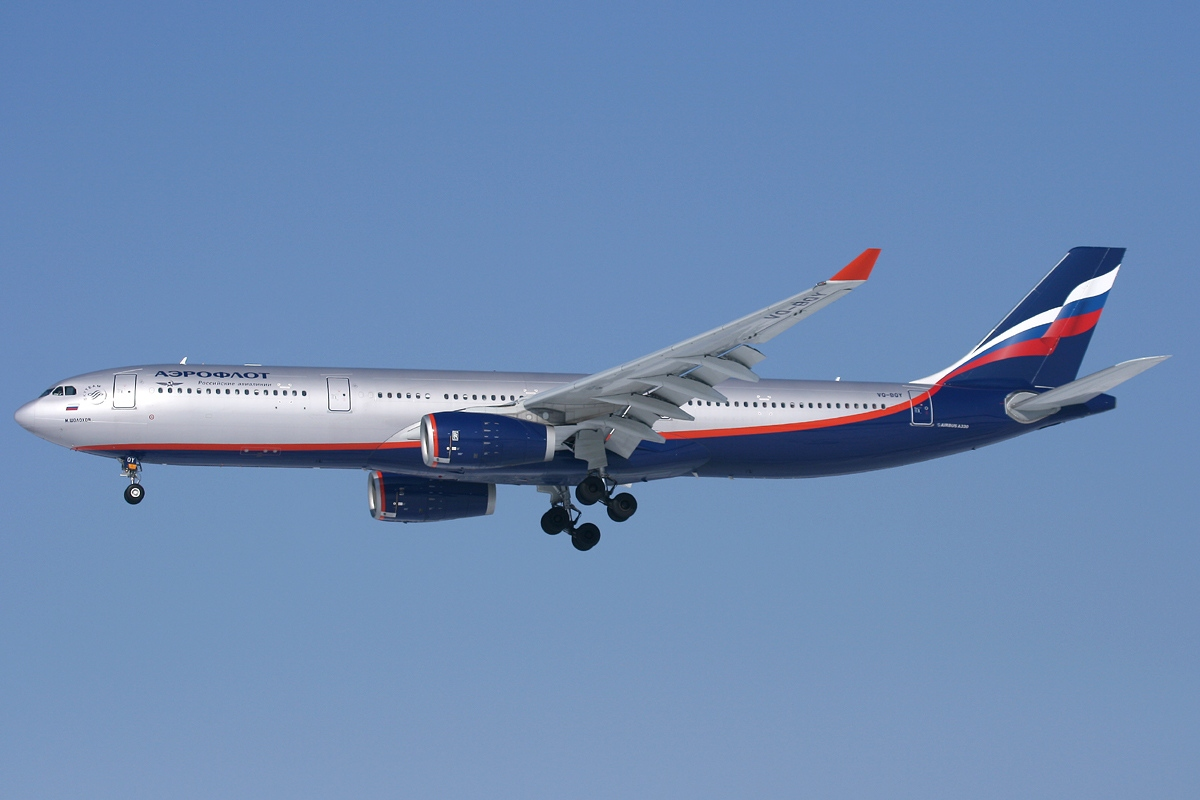
Airbus A330-300
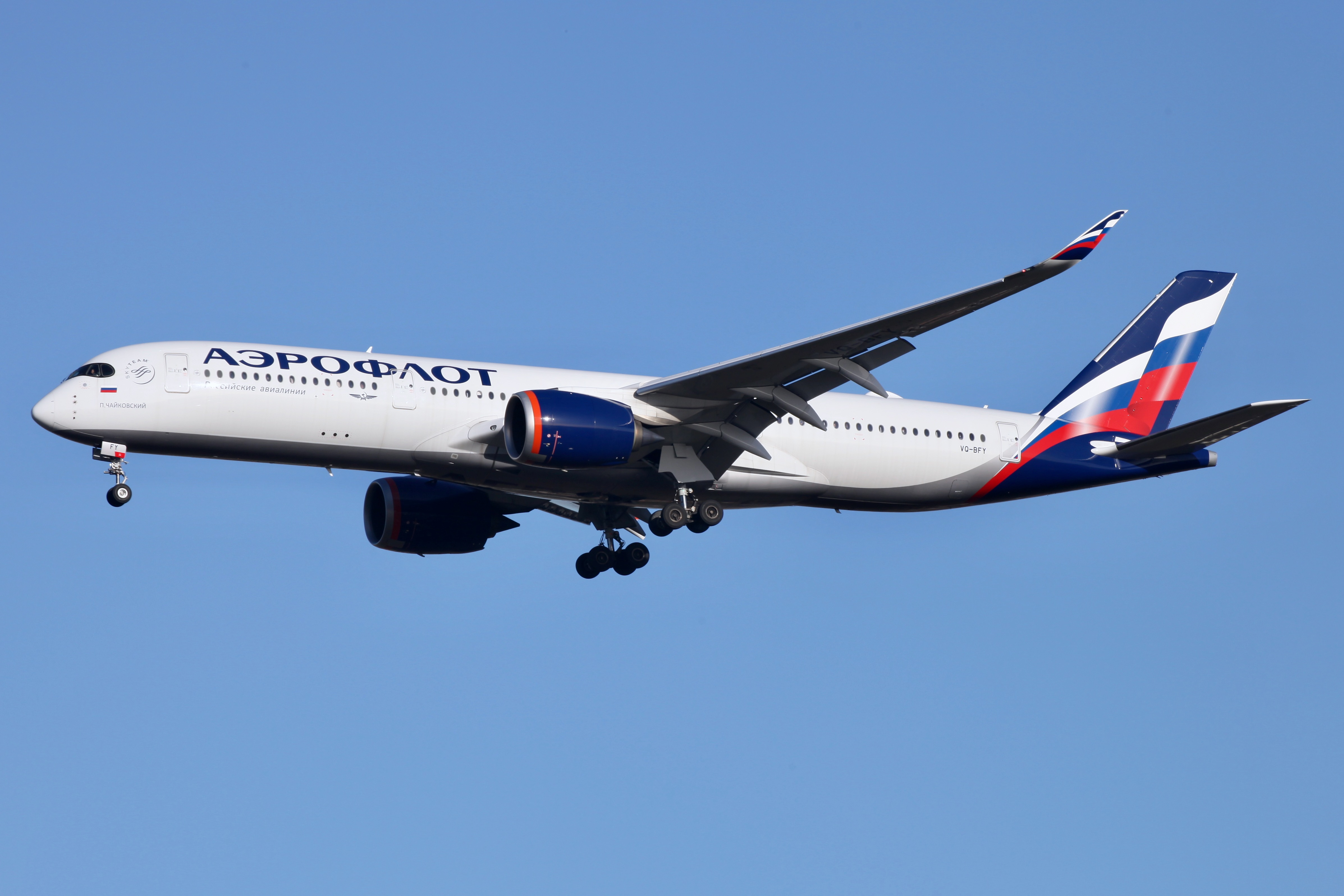
Airbus A350-900
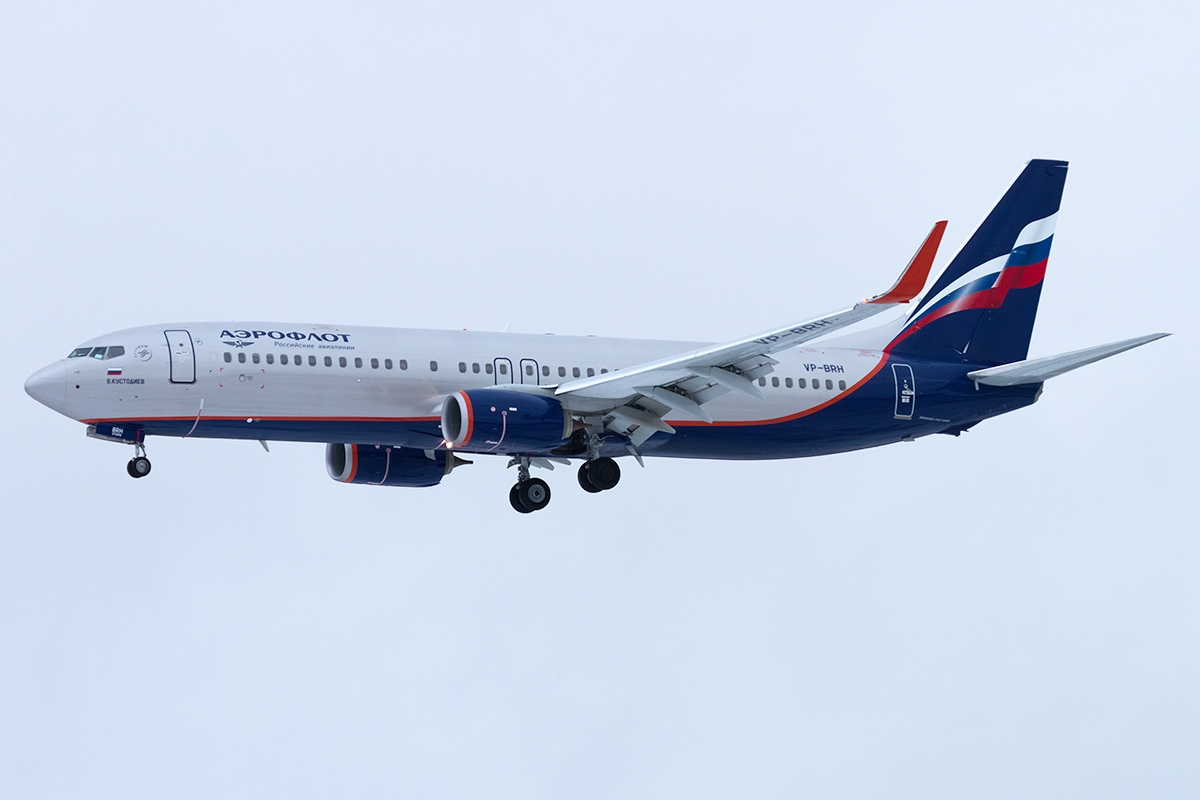
Boeing 737-800
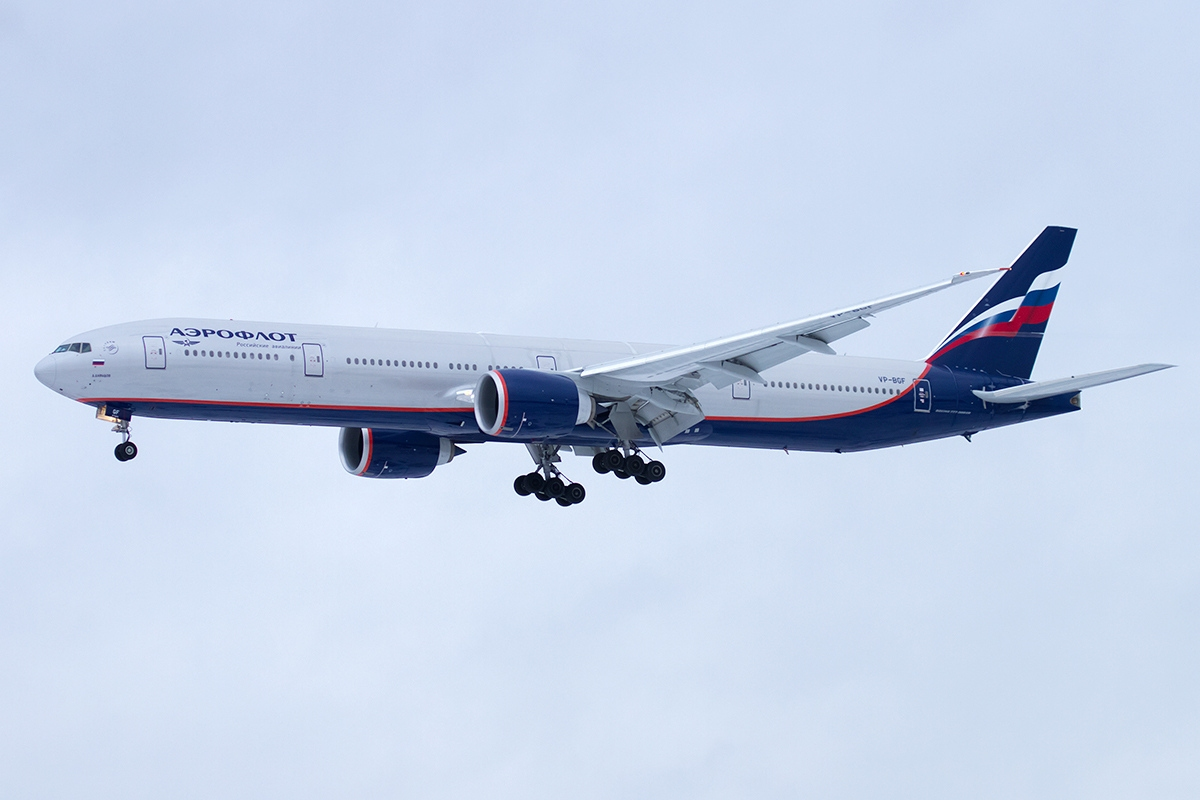
Boeing 777-300ER
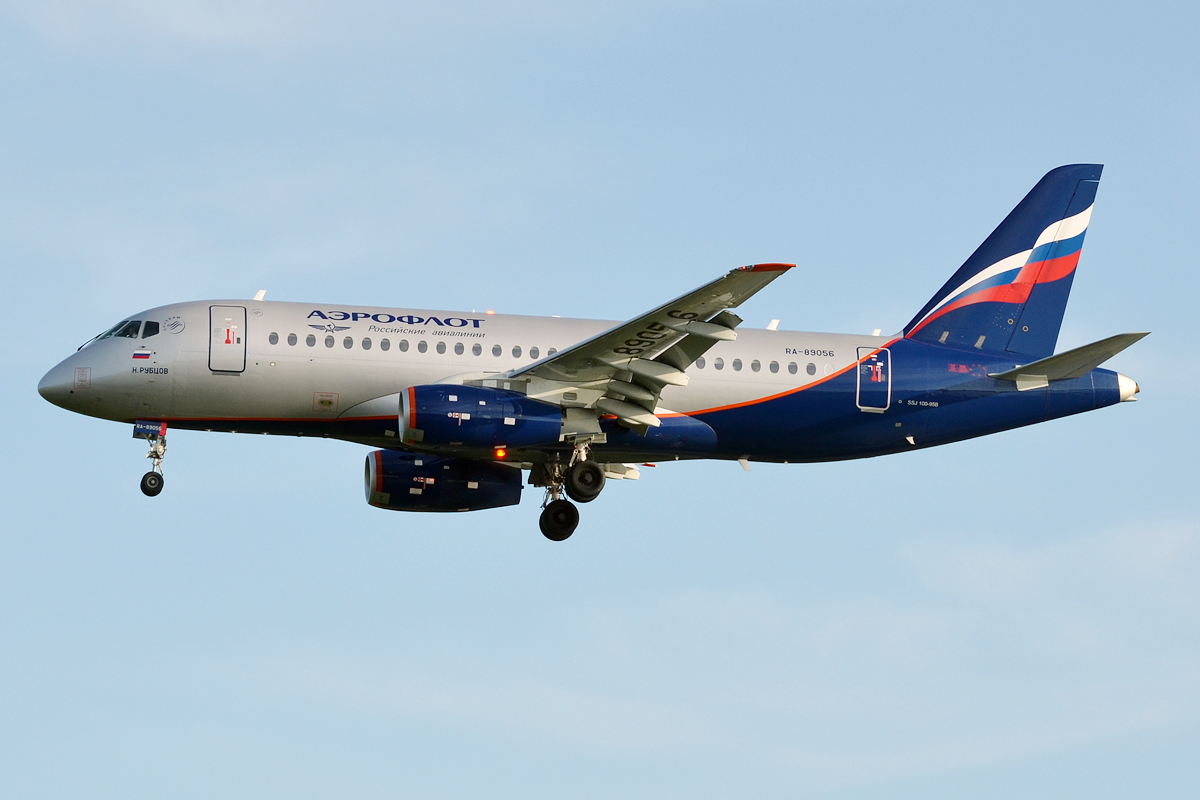
Sukhoi Superjet 100